# Leona Aglukkaq
Pour les articles homonymes, voir Léona.
Leona Aglukkaq, née le 28 juin 1967 à Inuvik, dans les Territoires du Nord-Ouest, est une femme politique canadienne. Elle est membre du Parti conservateur du Canada et est la première femme inuit nommée dans un cabinet ministériel fédéral canadien.
Élue à la Chambre des communes du Canada en 2008, elle a occupé le poste depuis de ministre de la Santé du gouvernement de Stephen Harper du 30 octobre 2008 au 14 juillet 2013. Elle a ensuite été nommée ministre de l'Environnement le 15 juillet 2013, poste qu'elle a occupé jusqu'à l'élection fédérale canadienne de 2015 où elle est battue par Hunter Tootoo.
Leona Aglukkaq a auparavant occupé le poste de ministre des Finances et de la Santé du Nunavut.